# Lykkelig smutning
Lykkelig Smutning er Rasmus Nøhrs andet album fra 2006. Albummet indeholder Nøhrs nok største hit "Sommer i Europa", der lå #1 i fire uger på de danske hitlister. Albummet blev desuden nomineret til "Årets Danske Pop Udgivelse" til Danish Music Awards i 2007, men tabte til Peter Sommers Destruktive vokaler.
I juli 2006 blev albummet certificeret guld. "Sommer i Europa" blev certificeret platin i samme måned.

## Spor
1. "Lykkelig Smutning"
2. "Sommer i Europa"
3. "Trines sang"
4. "Ring nu"
5. "Rimelig almindelig"
6. "Avra for Laura"
7. "Caboera"
8. "Målløs"
9. "Pis a (Plan B)"
10. "SU Blues"
11. "Ud Af Hullet"
12. "Ryger ryger"
13. "Én Gang Til..."
14. "Når Turene Slutter"